# Клиффорд, Джон, 9-й барон де Клиффорд
Джон Клиффорд (англ. John Clifford; 8 апреля 1435 — 28 марта 1461) — 9-й барон де Клиффорд, барон Уэстморленд и Скиптон и наследственный верховный шериф Уэстморленда с 1455 года, английский землевладелец и военачальник, сын Томаса Клиффорда, 8-го барона де Клиффорда, и Джоан Дакр. Его основные владения располагались в Йоркшире, Нортамберленде, Камберленде и Уэстморленде.
Барон Клиффорд принимал деятельное участие в войне Алой и Белой розы на стороне Ланкастеров. Во время битвы при Уэйкфилде убил графа Ратленда, второго сына Ричарда Йоркского, — из мести за отца, убитого в 1455 году Ричардом. За это он получил прозвище «Мясник» (англ. the Butcher). Клиффорд погиб в битве при Феррибридже, после чего его владения и титулы были конфискованы новым королём Эдуардом IV, старшим сыном Ричарда Йоркского, возвращены они были наследнику Джона только в 1485 году.
Барон Клиффорд является персонажем исторической хроники Уильяма Шекспира «Генрих VI» (2-я и 3-я части).

## Биография

### Молодые годы
Джон родился 8 апреля 1435 года в замке Конисбург, который располагался в Западном Райдинге Йоркшира. Этот замок подарила его отцу тётка — Мод, вдовствующая графиня Кембридж. Она была одной из крёстных Джона, позже по завещанию она оставила крестнику 12 серебряных блюд.
О детских годах Джона ничего не известно. Впервые в источниках он появляется 24 августа 1453 года, когда встал на сторону рода Перси, представители которого были союзниками Клиффордов начиная с 1390-х годов. Перси конфликтовали с Невиллами из-за господства в Северо-Восточной Англии, что в итоге в 1453 году вылилось в настоящую феодальную войну. К этому времени Джон был уже женат на Маргарет де Бромфлет, дочери Генри де Бромфлета, 1-го барона Вески, крупного землевладельца в Восточном Райдинге Йоркшира. Возможно, что таким образом его отец, Томас Клиффорд, 8-й барон де Клиффорд, пытался создать себе большую свободу для манёвра, расширяя свои владения в земли, где влияние Невиллов было гораздо слабее, чем влияние Перси.

### Барон Клиффорд
В 1455 году в Англии разгорелся феодальный конфликт, известный как война Алой и Белой розы. 22 мая в так называемой первой битве при Сент-Олбансе погиб его отец. В результате этой битвы власть в Англии фактически оказалась в руке Йорков, которых возглавлял герцог Ричард Йоркский. После того как в августе того же года с королём Генрихом VI случился новый приступ сумасшествия, Йорк был назначен лордом-протектором королевства.
Рассудок вернулся к королю в феврале 1456 года, после чего Йорк был вновь отстранён от власти. Королева Маргарита Анжуйская, жена Генриха VI, которая ненавидела Йорка, решила сплотить вокруг себя его непримиримых противников, в числе которых был и Джон Клиффорд. В момент гибели отца он считался ещё несовершеннолетним, вступить в права наследования он смог 5 июля 1456 года. Кроме длительного родового противостояния Невиллам, которые были союзниками герцога Йоркского, из-за власти в Северо-Восточной Англии, у молодого барона Клиффорда было ещё желание отомстить за гибель отца.
Король пытался уладить конфликт, порождённый первой битвой при Сент-Олбансе. Он собрал Великий совет в Лондоне, на котором 24 марта 1458 года было объявлено о достижении примирения. Ричард Невилл, граф Уорик, обязался выплатить 1000 марок (666 фунтов) Джону Клиффорду и его братьям и сёстрам в качестве компенсации за гибель отца. Однако Клиффорд, который прибыл в Лондон вместе с сыновьями графа Нортумберленда (его отец также погиб во время первой битвы при Сент-Олбансе) с отрядом в 1500 человек, не стремился к примирению, и церемония «любви и примирения», проведённая королём, особого эффекта не дала. Королеву Маргариту, занимавшую к тому моменту доминирующее положение в управлении Англией, привлекла энергия молодого Клиффорда, в результате он стал одним из важных сторонников Ланкастеров (сторонников короля) в борьбе против Йорков (сторонников герцога Йоркского).
При этом Клиффорд активно действовал и вне двора. С 1456 года он был мировым судьёй в Уэстморленде, а в 1458 году был назначен судьёй в Западном Райдинге Йоркшира.
Видимость мира продолжалась недолго. В 1459 году возобновились военные столкновения между Йорками и Ланкастерами. 12 октября 1459 года состоялась битва на Ладфордском мосту, закончившаяся катастрофически для герцога Йоркского и графа Уорика, которые вместе с участвовавшими в мятеже сторонниками были вынуждены бежать из Англии.

### Участие в войне Алой и Белой розы
В ноябре 1459 года Клиффорд был вызван на заседание парламента в Ковентри, получившее название «Парламент Дьяволов». Из сторонников Йорка на нём присутствовали только те, которые не принимали участие в вооружённом мятеже, большинство в заседании парламента же составляли сторонники Ланкастеров. На заседании было объявлено о конфискации имущества беглецов, сами они были объявлены изменниками. 11 декабря Клиффорд принёс клятву верности королю, королеве и принцу Эдуарду, наследнику престола. Конфискованные у йоркистов владения были розданы сторонникам короля. 19 декабря Клиффоррду был пожалован замок Пенрит, отобранный у графа Солсбери. Владение этим замком Невиллами долгое время было источником неприятностей для Клиффордов, поскольку он располагался в непосредственной близости от их владений в Уэстморленде и их замка Брогем. Кроме того, 8 апреля 1460 года Клиффорд был назначен хранителем Западной марки — на пост, который в последнее время занимали Невиллы. При этом ему было приказано набрать людей в Камберленде, Уэстморленде и Нортгемптоне для сопротивления герцогу Йоркскому и другим мятежникам, используя ресурсы своей должности.
Летом 1460 года сторонники герцога Йоркского, которых возглавлял граф Уорик, вернулись в Англию. 10 июля 1460 года в битве при Нортгемптоне королевская армия была разбита, а сам король попал в плен к Уорику. При этом главные соперники Йорков, в том числе и Клиффорд, в битве не участвовали. Королева Маргарита с сыном бежала в Шотландию, где нашла убежище, её сторонники укрепились на севере Англии. Сам герцог Йоркский вернулся в Англию в сентябре. А 16 октября герцог Йоркский предъявил права на английский престол. В результате разбирательства в парламенте он 25 октября был признан наследником престола, что было утверждено Генрихом VI 31 октября.
8 октября Клиффорд получил приказ сдать замок Пенрит графу Солсбери. Также он был вызван в парламент для обсуждения претензий Йорка на трон, но Клиффорд предпочёл остаться в Северной Англии. Он был среди лордов, которые в Халле встретились с королевой Маргаритой, а впоследствии присутствовал на собрании в Йорке, на котором было решено отправить вооружённые отряды, чтобы разорять принадлежавшие герцогу и графу Солсбери поместья. Клиффорд, возможно, сам принимал участие в этих грабежах.
Узнав о происходящем на севере, герцог Йоркский в декабре двинулся с армией на север. 30 декабря состоялась битва при Уэйкфилде. Перед битвой герцог Сомерсет посвятил Клиффорда в рыцари. Участие в этой битве принесло Клиффорду значительную известность. Йорки потерпели сокрушительное поражение, а сам герцог Йоркский и многие другие йоркисты были убиты. Восемнадцатилетний Эдмунд, граф Ратленд, второй сын герцога, который также участвовал в битве, попытался бежать, смешавшись с солдатами Клиффорда. По сообщению хронистов, Клиффорд узнал Эдмунда и лично убил его на Уэйкфилдском мосту. Впервые сообщение об этом появляется в анналах Уильяма Вустерского. За это убийство он получил прозвище «Мясник» (англ. the Butcher).
После победы сторонники Ланкастеров двинулись на юг. К армии присоединилась и королева Маргарита. В Сент-Олбансе они 17 февраля 1461 года разбили армию Йорков, которой командовал граф Уорик. Ему вместе с герцогом Норфолком удалось бежать. При этом в разгар сражения из-под надзора Уорика удалось бежать королю Генриху VI, который смог воссоединиться с женой.

### Гибель
Однако развить успех Ланкастерам не удалось. На Лондон, в котором преобладали йоркистские настроения, армия идти не рискнула. К Лондону двигалась армия Йорков, возглавляемая наследником Ричарда Йоркского — Эдуардом, графом Марчем, которого гибель отца сделала герцогом Йоркским. В итоге Ланкастеры повернули к Йорку, лишившись стратегического преимущества, завоёванного победой при Сент-Олбансе.
Вступив в Лондон, Эдуард 4 марта провозгласил себя королём под именем Эдуарда IV. Затем он двинулся следом за ланкастерской армией. 28 марта авангард его армии, которым командовал барон Фицуолтер, наткнулся на ланкастерскую армию у Феррибриджа на реке Эр. Ланкастерцами командовали Клиффорд и барон Невилл. Фицуолтер и Уорик попытались пробиться через Феррибридж, за которым был мост через реку, но Клиффорд отбил нападение, причём Фицуолтер был убит, а Уорик ранен. Когда из замка Понтефракт подошли основные силы Йорков, им удалось отбросить ланкастерцев на другой берег, но тем удалось разрушить за собой часть моста. Ланкастерцы несколько часов стойко сопротивлялись, но барону Фоконбергу удалось переправиться через реку выше по течению и напасть на защитников с тыла. В завязавшейся схватке Клиффорд был убит: он снял латный воротник, который сковывал ему движения, и в незащищённое горло попала стрела.
Тело Клиффорда было сброшено в общую могилу. После того как на следующий день в битве при Таутоне Эдуард IV смог разбить Ланкастеров, причём при этом погибло большое количество знати — сторонников Ланкастеров, он смог достаточно прочно утвердиться на троне. Все владения и титулы Клиффорда были конфискованы. Земли и поместья Клиффорда в Уэстморленде в итоге получил граф Уорик. Сын Клиффорда, Генри, получивший прозвище «лорд пастухов», был лишён всех прав и был вынужден скрываться. Только после того как в 1485 году власть захватил Генрих VII, наследнику Клиффорда были возвращены все его владения и титулы.

## В культуре

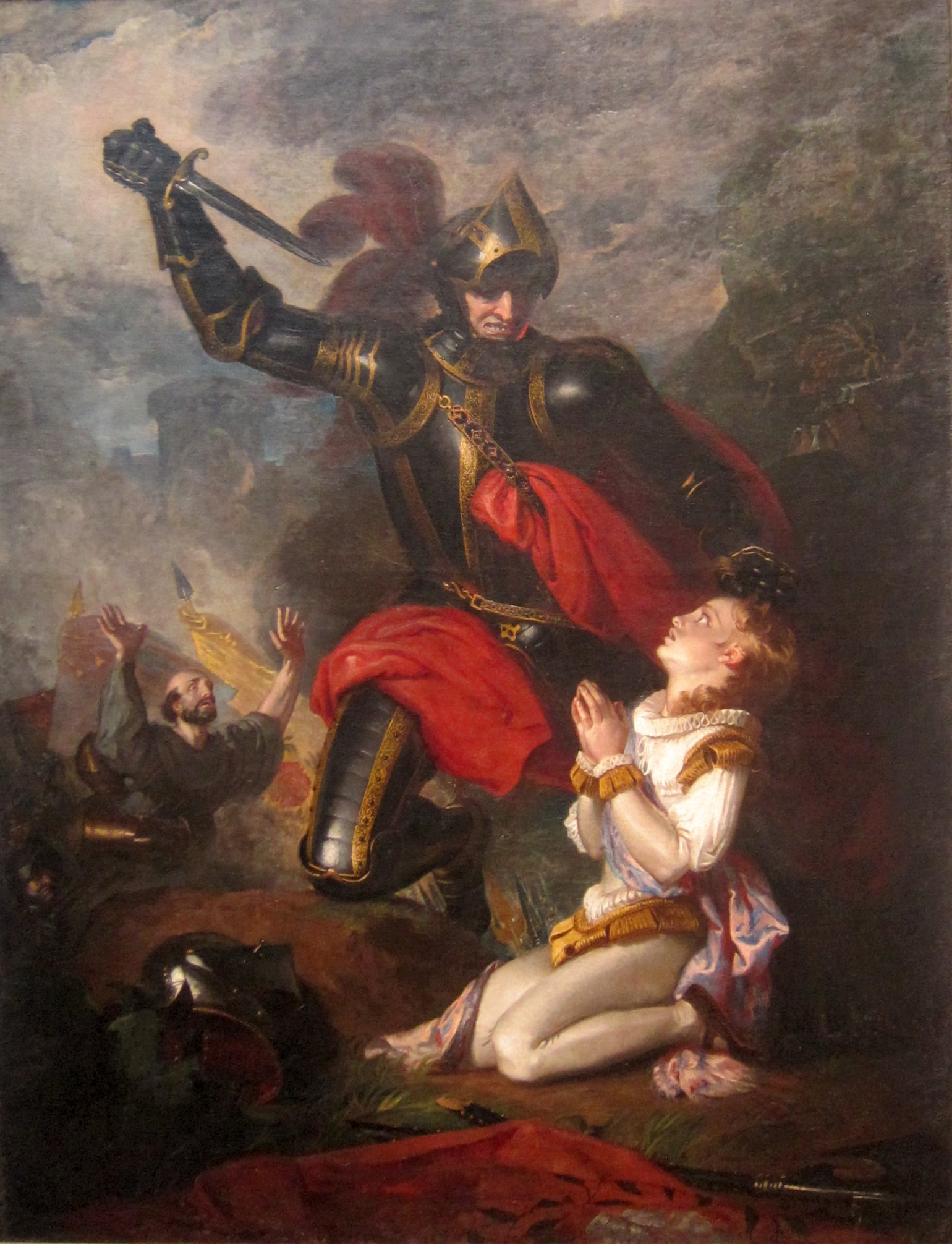
Чарльз Роберт Лесли. Убийство лордом Клиффордом графа Ратленда. 1815 год

Джон Клиффорд под именем лорд Клиффорд является одним из действующих лиц исторических хроник Уильяма Шекспира «Генрих VI, часть 2» (под именем Клиффорд младший)) и «Генрих VI, часть 3» (под именем Лорд Клиффорд). При этом Шекспир следует хронике Холла, показывая, что отец Джона Клиффорда, Томас Клиффорд, пал от руки самого герцога Йоркского.
Во 2-й части «Генриха VI» роль Клиффорда серьёзно расширена по сравнению с историческим прототипом. Неизвестно, участвовал ли он в первой битве при Сент-Олбансе. В пьесе же Клиффорд присутствует на поле боя, видит тело отца, после чего произносит яростную речь. Он же убеждает короля и королеву бежать с поля битвы.
В 3-й части «Генриха VI» Джон выступает уже как лорд Клиффорд. Он участвует в битве при Уэйкфилде, где лично из мести убивает герцога Йорка, а затем и его сына, графа Ратленда, провозглашая: «Отец мой умерщвлён твоим. Умри же!» Также Клиффорд показан в битве при Таутоне (в действительности он погиб днём раньше): в вымышленной сцене на него нападает брат Эдуарда IV, Ричард (которого в это время в действительности не было в Англии), а потом при появлении ещё и графа Уорика убегает. Позже Клиффорд показан умирающим, переживая при этом о крахе дома Ланкастеров.

## Семья

### Брак и дети
Жена: Маргарет де Бромфлет (1436 — 12 апреля 1493), дочь Генри де Бромфлета, 1-го барона Вески, и Элеаноры Фиц-Хью. Дети:
- Генри Клиффорд (ок. 1454 — 23 апреля 1523), 10-й барон де Клиффорд с 1485
- Ричард Клиффорд
- сэр Томас Клиффорд; жена: Элен Сварби, дочь Джона Сварби из Брекенбурга
- Элизабет Клиффорд; муж: сэр Роберт Эйск

После гибели мужа Маргарет вышла замуж вторично. Её мужем стал сэр Ланселот Трелкелд, землевладелец из Уэстморленда.